# Stadionul Raional Atlant
Het Stadionul Raional Atlant is een voetbalstadion in de Moldavische plaats Cahul.
Het is de thuishaven van FC Speranţa Crihana Veche. Het stadion stamt nog uit de Sovjettijd maar is in 2012 grondig verbouwd.